# Robert Warelwast
Robert Warelwast (mort en 1155) est un évêque d'Exeter.

## Biographie
On confond souvent Warelwast et son successeur Robert de Chichester. Warelwast était le neveu de l'évêque précédent, William Warelwast, qui le nomma archidiacre d'Exeter. On l'éduqua à Laon où il fut envoyé par son oncle pour étudier sous les ordres du Maître Anselm de Laon.
Warelwast fut nommé évêque le 10 avril 1138 lors d'un conseil royal tenu à Northampton. Il fut probablement élu par le chapitre de la cathédrale et son élection fut officiellement acceptée par le roi Étienne d'Angleterre à Northampton. Il fut consacré le 18 décembre 1138 par Albéric, légat du pape, vu que l'archevêché de Cantebury était vacant.
Warelwast se rendit au concile de Latran tenu par le pape Innocent II en 1139,. Au cours du règne du roi Étienne, il dut reconnaître Baudouin de Reviers comme Comte de Cornouailles, mais il continua de dater ses registres en fonction des années de règne du roi Étienne. Il aurait vraisemblablement pris parti pour Étienne, mais comme son diocèse n'avait guère d'importance stratégique dans la guerre civile, il ne fut que peu gêné par les désordres de l'époque. Il excommunia le demi-frère de Mathilde, Reginald fitz Roy qu'elle avait nommé Comte de Cornouailles, mais uniquement parce que Richard avait ravagé les terres de l'Église.
Warelwast n'assista pas au conseil de Reims en 1148, et fut suspendu de son évêché par le pape Eugène III. Warelwast était le parrain de Baldwin d'Exeter, le futur archevêque de Canterbury, il envoya Baldwin en Italie pour y étudier le droit canonique.
Warelwast mourut aux environs du 28 mars 1155. Il est certain qu'il vivait encore le 7 février 1155 car il avait supervisé la traduction de reliques à Launceston Priory, mais il est mort peu de temps après et il fut enterré dans sa cathédrale.
Des archéologues pensent avoir identifié sa tombe lors de fouilles menées en 2023 dans la cathédrale d'Exeter.